# Maverick (przedsiębiorstwo)
Maverick – amerykańskie przedsiębiorstwo rozrywkowe, działające w latach 1992–2008. Zajmowało się produkcją i dystrybucją muzyki (w ramach wytwórni Maverick Records), filmów, książek i programów telewizyjnych. Było prowadzone przez koncern Time Warner wraz ze wspólnikami, w tym założycielką, amerykańską piosenkarką Madonną.

## Historia

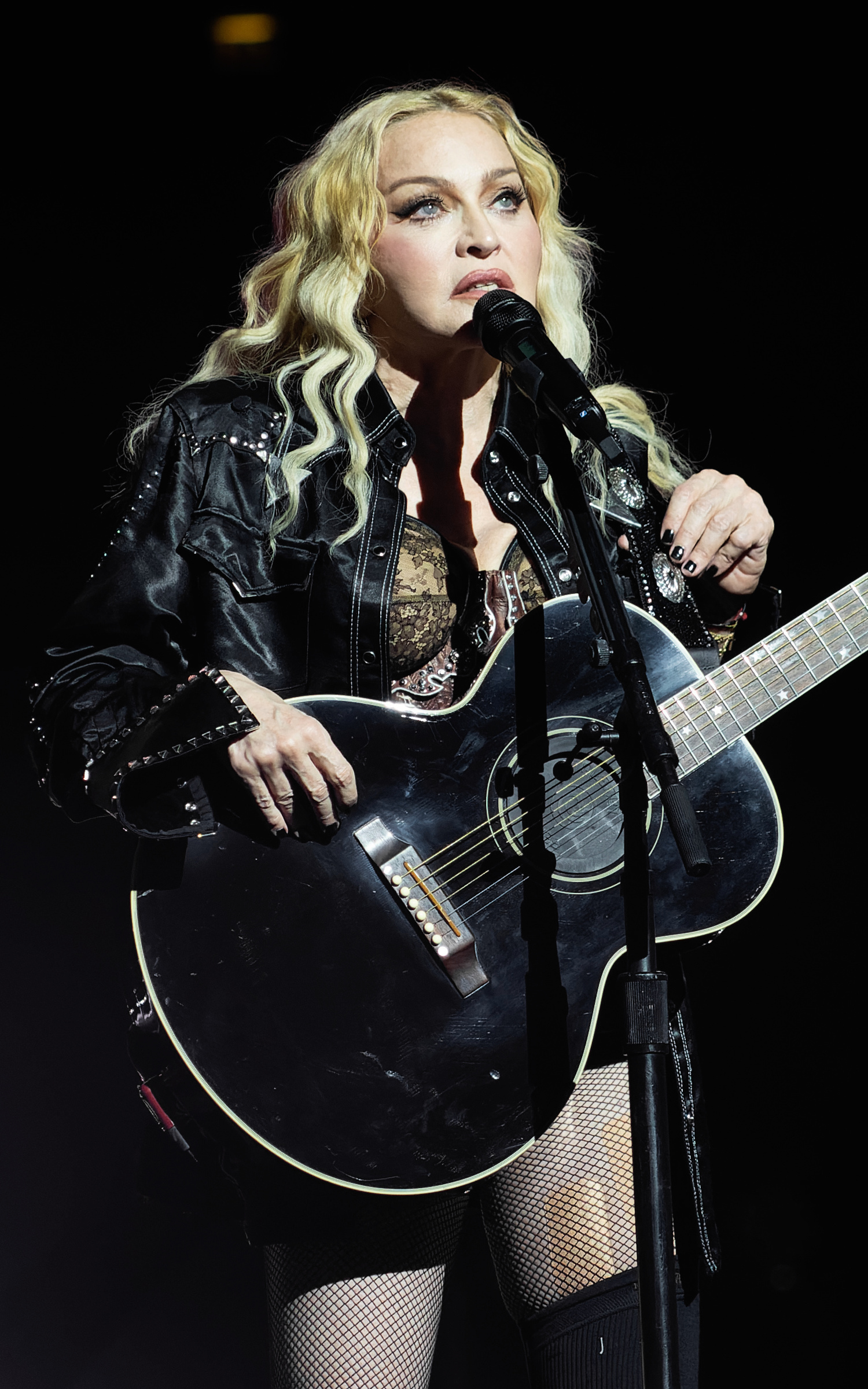
Madonna, współzałożycielka Maverick, podczas koncertu w 2023

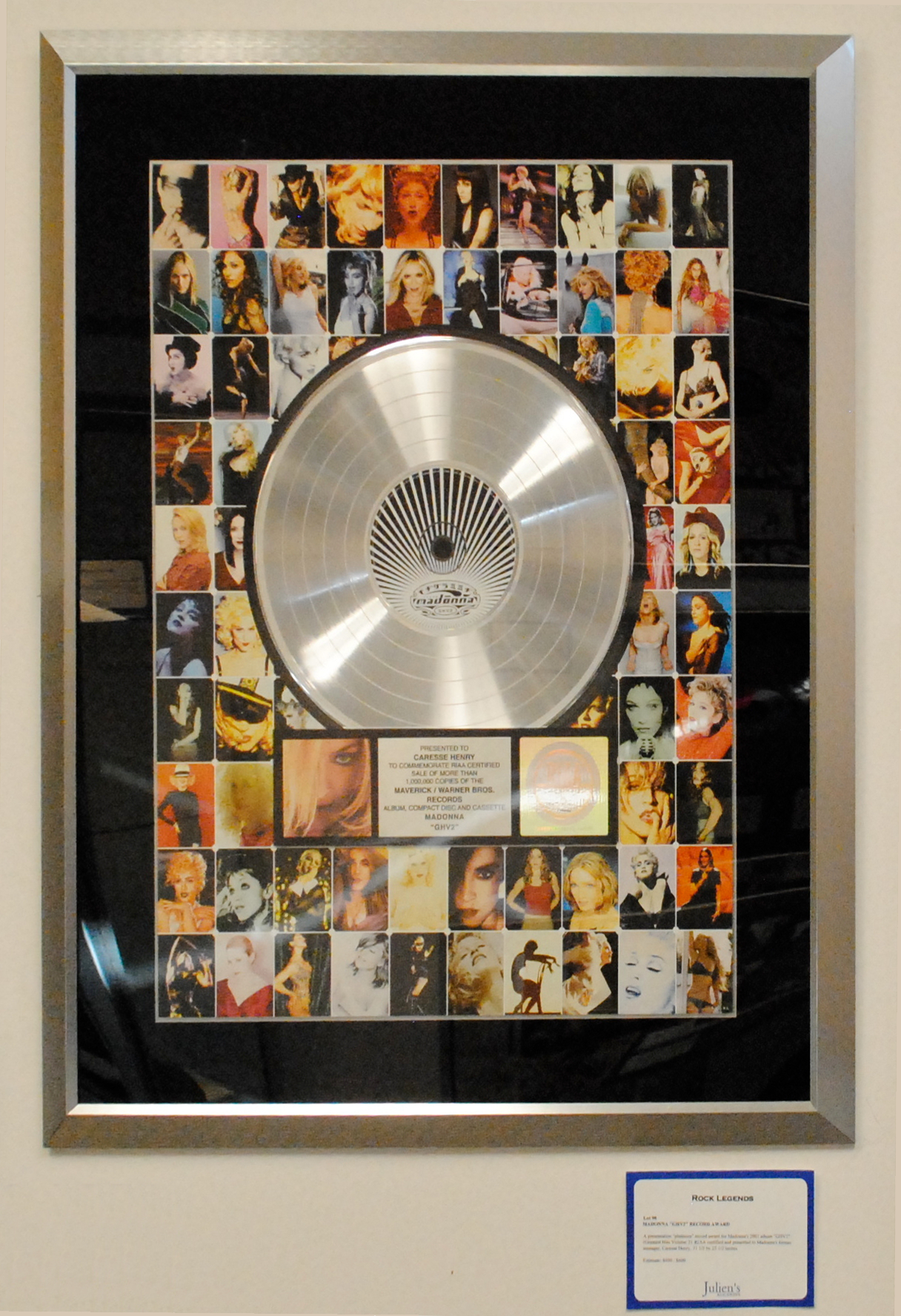
Platynowa płyta wydana Maverick Records za album Madonny GHV2 (2001)

Od maja 1991 trwały negocjacje pomiędzy przedstawicielami Madonny a koncernem Time Warner w sprawie utworzenia przedsiębiorstwa rozrywkowego, na czele którego by stała. W wywiadzie zdradziła, że chce utworzyć „artystyczny think tank”, a jej inspiracjami są Bauhaus i The Factory Andy’ego Warhola. Równocześnie trwały rozmowy z jej wytwórnią muzyczną, Sire Records (oddziałem Warner Bros. Records, należącej do Time Warner), w sprawie przedłużenia kontraktu fonograficznego.
Umowa w sprawie utworzenia Maverick została podpisana 20 kwietnia 1992. Przedsiębiorstwo powstało jako joint venture w stosunku 50–50 pomiędzy Madonną i jej wspólnikami (w tym menedżerem Freddym DeMannem) i Time Warner. W jego skład miały wejść oddziały do spraw muzyki (wytwórnia Maverick Records), filmu, telewizji, książek i merchandisingu. Umowa została podpisana na siedem lat, a Madonna dostała za nią 60 milionów dolarów zaliczki. Równocześnie artystka podpisała z Warner Bros. Records umowę fonograficzną, w ramach której miała wydawać muzykę w ramach Maverick Records, z zaliczką w wysokości 5 milionów dolarów za każdy z siedmiu najbliższych albumów (trzech w ramach obowiązującej nadal umowy z Sire Records i czterech nowo zakontraktowanych) oraz 20% przychodu z tantiem. Zyskała także samodzielną decyzyjność w przyjmowaniu do Maverick Records innych wykonawców. Ponadto Time Warner zobowiązał się do zapłacenia po 2 miliony dolarów za jej dwa filmy koncertowe dla telewizji HBO oraz dał jej prawo realizowania dla HBO filmów telewizyjnych, z czego za każdy miała dostać 2 miliony dolarów zaliczki.
Pierwszymi publikacjami, które Madonna wydała w ramach Maverick, były książka Sex i album Erotica w październiku 1992. Jeszcze w tym samym roku Madonna i DeMann rozpoczęli proces poszukiwania artystów, którzy mieli dołączyć do Maverick. W 1993 ukazały się albumy pierwszych wykonawców Maverick Records innych niż Madonna: Proper Grounds, U.N.V. i Candlebox. W listopadzie 1993 odbyła się premiera pierwszego filmu współprodukowanego przez wytwórnię filmową Maverick Picture Company, Niebezpieczna gra, w którym Madonna zagrała główną rolę. W kolejnych latach dla Maverick Records nagrywali między innymi Michelle Branch i Alanis Morissette, której pierwszy album w wytwórni, Jagged Little Pill, sprzedał się w ponad 32 milionach egzemplarzy. Za jej odkrycie odpowiadał pracujący w firmie Guy Oseary, który w kolejnych latach otrzymał udziały w Maverick.
Do 1999, gdy wygasała umowa między Maverick a Time Warner, Warner Music Group (właściciel Warner Bros. Records, należący do Time Warner) zainwestował we współpracę 10 milionów dolarów, a wytwórnia Maverick Records wygenerowała 775 milionów dolarów dochodu. W lutym 1999 DeMann (który trzy lata wcześniej zakończył współpracę z Madonną jako menedżer) sprzedał swoje 19% udziałów w Maverick, za co Warner Music Group zapłacił mu 20 milionów dolarów. Umowa o współpracy między przedsiębiorstwami została przedłużona do 2004, a udziałowcami firmy pozostawali Madonna, Ronnie Dashev i Oseary, który zwiększył swój procent. W 2001 Madonna i Oseary założyli wytwórnię filmową Maverick Films, w ramach której byli producentami wykonawczymi między innymi filmu Agent Cody Banks (2003). W 2003 media doniosły nieoficjalnie, że Madonna rozważa niekontynuowanie współpracy z Time Warner po wygaśnięciu umowy w 2004 oraz chęć renegocjacji warunków finansowych w obliczu zmiany sytuacji koncernu po fuzji z AOL. W listopadzie 2003 Time Warner poinformował o sprzedaży Warner Music Group grupie prywatnej inwestorów, w wyniku czego firma stała się samodzielna.
W marcu 2004 wytwórnia Maverick Records, reprezentowana przez Madonnę, Dashev i Oseary’ego, pozwała Warner Music Group o złamanie zasad umowy, w tym niedostarczanie odpowiednich środków na promocję oraz manipulacje, mające na celu niesprawiedliwy podział przychodów. Madonna oskarżyła przedsiębiorstwo o „niewłaściwe zarządzanie i nieprawidłową księgowość, które kosztowały ją i jej partnerów biznesowych miliony dolarów”. W odpowiedzi Warner Music Group wniósł własny pozew, zarzucając Maverick Records stratę 66 milionów dolarów przez ostatnie pięć lat. W czerwcu 2004 strony zawarły ugodę, na mocy której Madonna i Dashev sprzedały swoje udziały w Maverick. Artystka została spłacona przez Warner Music Group za 10 milionów dolarów i zakończyła współpracę fonograficzną z Maverick Records, jednak nadal aktualny pozostał jej kontrakt z Warner Bros. Records. Maverick Records pozostał joint venture pomiędzy Warner Music Group (75% udziałów) i Osearym (25%). Warner Bros. Records zwolnił kilkudziesięciu pracowników wytwórni, a pozostałych przeniósł z biura w Santa Monica do swojego własnego w Burbank. W 2006 Warner Music Group kupił udziały Oseary’ego, stając się jedynym właścicielem Maverick Records.
W niesprecyzowanym czasie Madonna sprzedała swoje udziały w wytwórni filmowej Maverick Films. W sierpniu 2008 również Oseary sprzedał swoje udziały. Jej jedynym właścicielem pozostał producent filmowy Mark Morgan, który przekształcił ją w Imprint Entertainment. Oseary zachował prawa do nazwy Maverick. Również od 2008 wytwórnia muzyczna Maverick Records zaprzestała aktywnej działalności, a niektórzy jej artyści zostali przeniesieni bezpośrednio do Warner Bros. Records.

### Następstwa
W 2014 Oseary założył we współpracy z Live Nation Entertainment agencję menedżerską Maverick. W kolejnych latach byli z nią związani artyści tacy jak Madonna, U2, Paul McCartney, Andrea Bocelli, Miley Cyrus, Britney Spears, The Weeknd, Lil Nas X, Pitbull, Doja Cat czy Ricky Martin. W 2020 Oseary zakończył współpracę z firmą.